# Fuente del Fuego y Agua
La Fuente del Fuego y Agua (en hebreo: מים ואש) También conocida comúnmente como la "Fuente de la Plaza Dizengoff", es un punto de referencia de Tel Aviv en el centro de la Plaza Dizengoff, Israel. Inaugurada en 1986, la fuente es una escultura cinética, producto del trabajo del artista israelí Yaacov Agam.
La fuente fue desarrollada por Agam por 10 años y es una de sus creaciones más famosas. Agam ha ganado el reconocimiento internacional como uno de los fundadores del movimiento de arte cinético. La fuente consiste en una dimensión ilusoria y una dimensión de movimiento, típica en las obras de arte cinético y el arte op, que se consigue mediante el uso de la tecnología y por el movimiento del observador.